# Francisco Boira Gual
Francisco Boira Gual (Cabanes, 28 d'octubre de 1998) és un enginyer aeroespacial i empresari valencià.

## Infància i educació
Va nàixer el 28 d'octubre de 1998 en Cabanes, municipi pertanyent a la comarca de la Plana Alta (Castelló). Va cursar estudis a l'institut IES Alfonso XIII del mateix municipi. De jove va ser un polifacètic artista, destacant en la música: saxofón i cant; i amb la fotografia. Art amb el qual va ser reconegut l'any 2012 amb el premi del concurs de fotografia de Cabanes "El Meu Poble i els Seus Voltants" dins de la secció "Monuments Emblematics i Construccions del Meu Poble", per la seua obra L'Abeurador dels Llavadors de Cabanes.
Després de cursar el batxillerat científic, es va desplaçar a Terrassa (Barcelona) per realizar el grau en enginyeria en tecnologies aeroespacials a la Universitat Politècnica de Catalunya (UPC). Es va graduar l'any 2020 amb un treball de final de grau titulat Estudi de l'aerodinàmica d'una vela de paracaigudes incloent càlcul de la seua forma. Posteriorment va cursar el màster a la mateixa UPC, realitzant el seu traball de recerca al Departament de Mecànica i Enginyeria Aeroespacial, a càrrec del professor Perry Johnson a la seu de Irvine (EUA) de la Universitat de Califòrnia amb una prestigiosa beca Balcells.

## Carrera
A la seua tornada de Califòrnia, Boira Gual funda juntament amb 4 antics companys de la UPC (Max Amer Viñas, Adrià Barceló Gregoriano, Francisco Bosch Lloveras, Jan Mataró Núñez i Adrián Senar Tejedor), l'empresa d'enginyeria aeroespacial Kreios Space, l'any 2021. Kreios Space és una start-up que desenvolupa un sistema de propulsió elèctrica per a satèl·lits. Esta tecnologia es diu ABEP (Air-Breathing Electric Propulsion) i permet que els satèl·lits orbiten més prop de la Terra sense usar combustible. La start-up introduïx en el mercat de la tecnologia aeroespacial solucions que permeten col·locar els satèl·lits en una posició abans no possible, i un millor monitoratge d'aspectes com el clima i impacte en l'atmosfera.
La seua innovadora idea en el camp de les tecnologies aeroespacials els va fer mereixedors de la seua inclusió en el llistat de la coneguda revista Forbes, dintre de l'apartat 'Els 100 més creatius en el món dels negocis en 2023'.

## Reconeixements i premis
- The Balsells fellowship (2021-2022)[4]
- Llista Forbes 'Els 100 més creatius en el món dels negocis' (2023)[7]
- Joves Talents de Ràdio Castelló (2023)[8]